# وايلدر ميدينا
وايلدر ميدينا (بالإسبانية: Wilder Medina) هو لاعب كرة قدم كولومبي في مركز الهجوم، ولد في 21 فبراير 1981 في Puerto Nare ‏ في كولومبيا. لعب مع أتليتيكو هويلا وإنديبنديينتي سانتا في وديبورتيس توليما ونادي برشلونة ونادي ليونيس.

## وصلات خارجية
- وايلدر ميدينا على موقع قاعدة بيانات كرة القدم.إي يو (الإنجليزية)
- وايلدر ميدينا على موقع Soccerway.com (الإنجليزية)
- وايلدر ميدينا على موقع عالم كرة القدم.نت (الإنجليزية)
- وايلدر ميدينا على موقع AS.com (الإسبانية)